# Brottning vid olympiska sommarspelen 2004
Brottning arrangerades vid Olympiska sommarspelen 2004 i Ano Liossia Olympic Hall, Aten. Tävlingarna bestod av två discipliner - fristil och grekisk-romersk stil. Däribland fanns olika viktklasser. I fristil tävlades det i sju klasser för herrar och fyra för damer. I grekisk-romersk stil tävlades det i 7 klasser för herrarna. Herrarna deltog i båda disciplinerna och damerna bara i fristil, och detta var första gången som damerna hade egna tävlingar vid olympiska spelen.

## Tävlingarna
Totalt delades 18 guldmedaljer ut i följande viktklasser:

### Herrarnas viktklasser
Fristil och grekisk-romersk stil:
- 55 kg
- 60 kg
- 66 kg
- 74 kg
- 84 kg
- 96 kg
- 120 kg

### Damernas viktklasser
Fristil:
- 48 kg
- 55 kg
- 63 kg
- 72 kg

## Medaljer

### Medaljsummering
| Plac. | Land         | Guld | Silver | Brons | Totalt antal medaljer |
| ----- | ------------ | ---- | ------ | ----- | --------------------- |
| 1     | Ryssland     | 5    | 2      | 3     | 10                    |
| 2     | Japan        | 2    | 1      | 3     | 6                     |
| 3     | Uzbekistan   | 2    | 1      | 0     | 3                     |
| 4     | Ukraina      | 2    | 0      | 0     | 2                     |
| 5     | USA          | 1    | 3      | 2     | 6                     |
| 6     | Kuba         | 1    | 1      | 1     | 3                     |
| 7     | Sydkorea     | 1    | 1      | 0     | 2                     |
| 8     | Azerbajdzjan | 1    | 0      | 0     | 1                     |
| 8     | Kina         | 1    | 0      | 0     | 1                     |
| 8     | Egypten      | 1    | 0      | 0     | 1                     |
| 8     | Ungern       | 1    | 0      | 0     | 1                     |
| 12    | Iran         | 0    | 2      | 1     | 3                     |
| 12    | Kazakstan    | 0    | 2      | 1     | 3                     |
| 14    | Turkiet      | 0    | 1      | 2     | 3                     |
| 15    | Kanada       | 0    | 1      | 0     | 1                     |
| 15    | Finland      | 0    | 1      | 0     | 1                     |
| 15    | Georgien     | 0    | 1      | 0     | 1                     |
| 15    | Sverige      | 0    | 1      | 0     | 1                     |
| 19    | Frankrike    | 0    | 0      | 2     | 2                     |
| 20    | Vitryssland  | 0    | 0      | 1     | 1                     |
| 20    | Bulgarien    | 0    | 0      | 1     | 1                     |
| 20    | Grekland     | 0    | 0      | 1     | 1                     |

## Medaljtabell

### Fristil, herrar
| Klass                     | Guld                             | Silver                         | Brons                           |
| Bantamvikt Detaljer...    | Mavlet Batirov · Ryssland        | Stephen Abas · USA             | Chikara Tanabe · Japan          |
| Fjädervikt Detaljer...    | Yandro Quintana · Kuba           | Masoud Mostafa-Jokar · Iran    | Kenji Inoue · Japan             |
| Lättvikt Detaljer...      | Elbrus Tedejev · Ukraina         | Jamill Kelly · USA             | Machatj Murtazalijev · Ryssland |
| Weltervikt Detaljer...    | Buvajsar Sajtijev · Ryssland     | Gennadij Lalijev · Kazakstan   | Iván Fundora · Kuba             |
| Mellanvikt Detaljer...    | Cael Sanderson · USA             | Moon Eui-Jae · Sydkorea        | Sazjid Sazjidov · Ryssland      |
| Tungvikt Detaljer...      | Chadzjimurat Gatsalov · Ryssland | Magomed Ibragimov · Uzbekistan | Alireza Heidari · Iran          |
| Supertungvikt Detaljer... | Artur Tajmazov · Uzbekistan      | Alireza Rezaei · Iran          | Aydın Polatçı · Turkiet         |

### Grekisk-romersk stil, herrar
| Klass                     | Guld                                 | Silver                         | Brons                              |
| Bantamvikt Detaljer...    | István Majoros · Ungern              | Gejdar Mamedalijev · Ryssland  | Artiom Kiouregkian · Grekland      |
| Fjädervikt Detaljer...    | Jung Ji-Hyun · Sydkorea              | Roberto Monzón · Kuba          | Armen Nazarian · Bulgarien         |
| Lättvikt Detaljer...      | Farid Mansurov · Azerbajdzjan        | Şeref Eroğlu · Turkiet         | Mchitar Manukjan · Kazakstan       |
| Weltervikt Detaljer...    | Aleksandr Dokturashvili · Uzbekistan | Marko Yli-Hannuksela · Finland | Varteres Samurgasjev · Ryssland    |
| Mellanvikt Detaljer...    | Aleksej Misjin · Ryssland            | Ara Abrahamian · Sverige       | Vjatjaslaŭ Makaranka · Vitryssland |
| Tungvikt Detaljer...      | Karam Gaber · Egypten                | Ramaz Nozadze · Georgien       | Mehmet Özal · Turkiet              |
| Supertungvikt Detaljer... | Chasan Barojev · Ryssland            | Georgij Tsurtsumia · Kazakstan | Rulon Gardner · USA                |

### Fristil, damer
| Klass                  | Guld                    | Silver                      | Brons                    |
| Flugvikt Detaljer...   | Irina Merleni · Ukraina | Chiharu Icho · Japan        | Patricia Miranda · USA   |
| Lättvikt Detaljer...   | Saori Yoshida · Japan   | Tonya Verbeek · Kanada      | Anna Gomis · Frankrike   |
| Mellanvikt Detaljer... | Kaori Icho · Japan      | Sara McMann · USA           | Lise Legrand · Frankrike |
| Tungvikt Detaljer...   | Wang Xu · Kina          | Gjuzel Manjurova · Ryssland | Kyoko Hamaguchi · Japan  |